# Distretto di Šarga
Il distretto di Šarga è uno dei diciotto distretti (sum) in cui è suddivisa la provincia del Gov'-Altaj, in Mongolia. Conta una popolazione di 1.921 abitanti (censimento 2009). 